# ايدوغاس (آيت اكضيض)
ايدوغاس هو دُوَّار يقع بجماعة الزاوية النحلية، إقليم شيشاوة، جهة مراكش آسفي في المملكة المغربية. ينتمي الدوّار لمشيخة آيت اكضيض التي تضم 7 دواوير. يقدر عدد سكانه بـ 18 نسمة حسب الإحصاء الرسمي للسكان والسكنى لسنة 2004.

## روابط خارجية
- البوابة الوطنية للجماعات الترابية
- المندوبية السامية للتخطيط